# 潘允端
潘允端（1526年—1601年），字仲履，号充庵，直隸上海县（今上海市黄浦区）人，明朝政治人物，官至四川右布政使。上海豫園的建造者。

## 生平
潘允端生于嘉靖五年（1526年）。赴順天府參加嘉靖三十四年（1555年）鄉試中式第五名舉人。
嘉靖三十八年（1559年），因平時对昆曲有雅好，在家中蓄养戏班，“无日不开宴，无日不观剧”。同年，潘允端開始在家宅世春堂西的大片菜畦上興建豫園，园林由张南阳担任设计和叠山，当时共占地70余亩，被誉为“东南名园冠”。
嘉靖四十一年（1562年），潘允端考中壬戌科二甲第三名進士。授刑部主事。因其父潘恩官至法曹，改调南工部，榷龍江關稅。歷官禮部郎中，隆慶元年（1567年）七月升山東布政司左參議，四年三月升山東副使，五年十月升本布政使司右参政仍兼原职，六年正月移驻淮安，专理漕务，因主持漕粮储运，恢复海运有功，八月升本省按察使，仍兼右参政管粮储事，萬曆三年（1575年）四月官至四川右布政使，五年正月吏部拾遗，被降用。因权贵排挤，从任上退归故里。
致仕退休後，豫園樂壽堂竣工。
萬曆二十九年（1601年）卒，年七十六。

## 著作

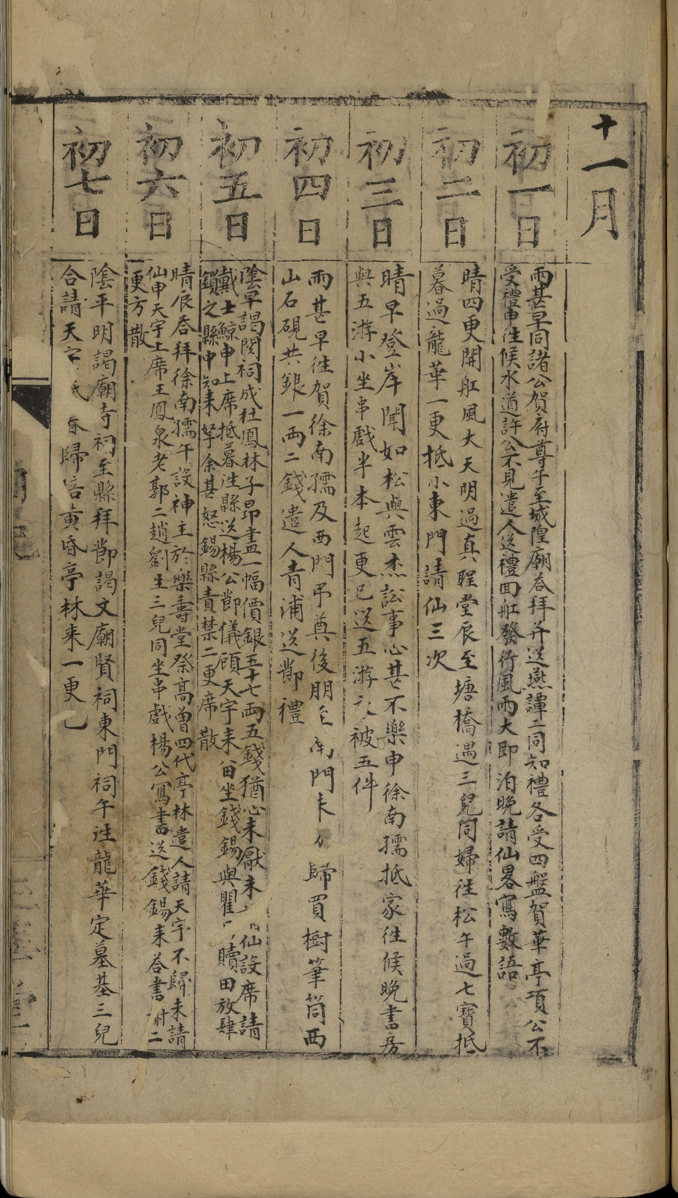
《玉華堂日記》内页

著有《玉華堂日記》。

## 家族
曾祖潘慶，贈都察院左都御史；祖父潘奎，曾任同按察司僉事 贈都察院左都御史；父潘恩，曾任都察院左都御史。前母包氏（贈夫人）；母曹氏（封夫人）。具庆下。
兄潘允哲。